# Яні Гаапамякі
Яні Гаапамякі (фін. Jani Haapamäki; нар. 15 травня 1982, Каугайокі) — фінський борець греко-римського стилю, чемпіон Європи.
Боротьбою займається з 1988 року.

## Виступи на Чемпіонатах світу
| Змагання                        | Збірна    | Вагова категорія | Місце |
| ------------------------------- | --------- | ---------------- | ----- |
| Чемпіонат світу з боротьби 2005 | Фінляндія | 55 кг            | 25    |
| Чемпіонат світу з боротьби 2006 | Фінляндія | 55 кг            | 21    |
| Чемпіонат світу з боротьби 2009 | Фінляндія | 55 кг            | 8     |
| Чемпіонат світу з боротьби 2010 | Фінляндія | 55 кг            | 7     |
| Чемпіонат світу з боротьби 2011 | Фінляндія | 55 кг            | 25    |
| Чемпіонат світу з боротьби 2013 | Фінляндія | 55 кг            | 24    |
| Чемпіонат світу з боротьби 2015 | Фінляндія | 59 кг            | 21    |

## Виступи на Чемпіонатах Європи
| Змагання                         | Збірна    | Вагова категорія | Місце  |
| -------------------------------- | --------- | ---------------- | ------ |
| Чемпіонат Європи з боротьби 2004 | Фінляндія | 55 кг            | 5      |
| Чемпіонат Європи з боротьби 2006 | Фінляндія | 55 кг            | 15     |
| Чемпіонат Європи з боротьби 2008 | Фінляндія | 55 кг            | 5      |
| Чемпіонат Європи з боротьби 2009 | Фінляндія | 55 кг            | Золото |
| Чемпіонат Європи з боротьби 2014 | Фінляндія | 59 кг            | 7      |

## Виступи на Європейських іграх
| Змагання              | Збірна    | Вагова категорія | Місце |
| --------------------- | --------- | ---------------- | ----- |
| Європейські ігри 2015 | Фінляндія | 59 кг            | 11    |

## Виступи на Кубках світу
| Змагання                    | Збірна    | Вагова категорія | Місце |
| --------------------------- | --------- | ---------------- | ----- |
| Кубок світу з боротьби 2014 | Фінляндія | 59 кг            | 8     |

## Виступи на інших змаганнях
| Змагання                                                                       | Збірна    | Вагова категорія | Місце  |
| ------------------------------------------------------------------------------ | --------- | ---------------- | ------ |
| Олімпійський кваліфікаційний турнір з греко-римської боротьби 2004 (Новий Сад) | Фінляндія | 55 кг            | 24     |
| Олімпійський кваліфікаційний турнір з греко-римської боротьби 2004 (Ташкент)   | Фінляндія | 55 кг            | 12     |
| Гран-прі Німеччини з боротьби 2005                                             | Фінляндія | 55 кг            | 14     |
| Північний чемпіонат з боротьби 2006                                            | Фінляндія | 55 кг            | Срібло |
| Гран-прі Німеччини з боротьби 2007                                             | Фінляндія | 60 кг            | 18     |
| Північний чемпіонат з боротьби 2007                                            | Фінляндія | 55 кг            | Срібло |
| Олімпійський кваліфікаційний турнір з греко-римської боротьби 2008 (Новий Сад) | Фінляндія | 55 кг            | 5      |
| Гран-прі Німеччини з боротьби 2010                                             | Фінляндія | 60 кг            | 13     |
| Північний чемпіонат з боротьби 2011                                            | Фінляндія | 60 кг            | Срібло |
| Олімпійський кваліфікаційний турнір з греко-римської боротьби 2012 (Софія)     | Фінляндія | 55 кг            | 5      |
| Олімпійський кваліфікаційний турнір з греко-римської боротьби 2012 (Гельсінкі) | Фінляндія | 55 кг            | 5      |
| Гран-прі Німеччини з боротьби 2013                                             | Фінляндія | 60 кг            | Бронза |
| Кубок Владислава Пітласинські 2013                                             | Фінляндія | 60 кг            | 19     |
| Кубок Вантаа з боротьби 2013                                                   | Фінляндія | 60 кг            | Бронза |
| Кубок Арво Хаавісто 2013                                                       | Фінляндія | 60 кг            | Срібло |
| Тор Мастерс 2014                                                               | Фінляндія | 59 кг            | Золото |
| Турнір Германа Каре 2015                                                       | Фінляндія | 66 кг            | Срібло |
| Тор Мастерс 2015                                                               | Фінляндія | 66 кг            | 6      |
| Турнір Вехбі Емре 2015                                                         | Фінляндія | 59 кг            | 32     |
| Кубок Арво Хаавісто 2015                                                       | Фінляндія | 59 кг            | 5      |
| Тор Мастерс 2016                                                               | Фінляндія | 59 кг            | 4      |
| Олімпійський кваліфікаційний турнір з греко-римської боротьби 2016 (Зренянин)  | Фінляндія | 59 кг            | 5      |
| Олімпійський кваліфікаційний турнір з греко-римської боротьби 2016 (Стамбул)   | Фінляндія | 59 кг            | 11     |